# Aeropuerto Internacional de Lusaka
El Aeropuerto Internacional de Lusaka (IATA: LUN, OACI: FLLS) es un aeropuerto en Lusaka, Zambia y es la base de operaciones de Zambian Airways.

## Instalaciones
El aeropuerto tiene un banco, una oficina de correos, restaurante, bar, duty-free, farmacia, kiosko y una sala VIP. Un mostrador de información turística y agencias de viajes están ubicados en la terminal.

## Aerolíneas y destinos

### Destinos nacionales
| Chipata     | Aeropuerto de Chipata                          | Proflight Commuter Services |
| Livingstone | Aeropuerto Internacional Harry Mwanga Nkumbula | Proflight Commuter Services |
| Mfuwe       | Aeropuerto de Mfuwe                            | Proflight Commuter Services |
| Ndola       | Aeropuerto Internacional Simon Mwansa Kapwepwe | Proflight Commuter Services |

### Destinos internacionales
| Ciudades por países    | Nombre del aeropuerto                        | Aerolíneas                                                                     | Aeronaves | Frecuencias semanales |        |
| África                 | África                                       | África                                                                         | África    | África                | África |
| ---------------------- | -------------------------------------------- | ------------------------------------------------------------------------------ | --------- | --------------------- | ------ |
| Angola                 |                                              |                                                                                |           |                       |        |
| Luanda                 | Aeropuerto Internacional Quatro de Fevereiro | TAAG Angola Airlines                                                           |           |                       |        |
| Etiopía                |                                              |                                                                                |           |                       |        |
| Addis Abeba            | Aeropuerto de Addis Abeba                    | Ethiopian                                                                      |           |                       |        |
| Kenia                  |                                              |                                                                                |           |                       |        |
| Nairobi                | Aeropuerto Internacional Jomo Kenyatta       | Kenia Airways                                                                  |           |                       |        |
| Malaui                 |                                              |                                                                                |           |                       |        |
| Lilongüe               | Aeropuerto Internacional de Lilongüe         | Ethiopian Malawi Airlines Proflight Commuter Services                          |           |                       |        |
| Ruanda                 |                                              |                                                                                |           |                       |        |
| Kigali                 | Aeropuerto Internacional de Kigali           | RwandAir                                                                       |           |                       |        |
| Sudáfrica              |                                              |                                                                                |           |                       |        |
| Durban                 | Aeropuerto Internacional de Durban           | Proflight Commuter Services                                                    |           |                       |        |
| Johannesburgo          | Aeropuerto Internacional de Johannesburgo    | RwandAir South African Airways                                                 | A3xx      |                       |        |
| Zimbabue               |                                              |                                                                                |           |                       |        |
| Harare                 | Aeropuerto Internacional de Harare           | Emirates Ethiopian Kenya Airways Malawi Airlines RwandAir TAAG Angola Airlines |           |                       |        |
| Asia                   |                                              |                                                                                |           |                       |        |
| Emiratos Árabes Unidos |                                              |                                                                                |           |                       |        |
| Dubái                  | Aeropuerto Internacional de Dubái            | Emirates                                                                       |           |                       |        |
| Europa                 |                                              |                                                                                |           |                       |        |
| Turquía                |                                              |                                                                                |           |                       |        |
| Estambul               | Aeropuerto de Estambul                       | Turkish Airlines                                                               |           |                       |        |